# Київські мелодії
«Київські мелодії» — український радянський короткометражний музичний ліричний фільм 1967 року режисера Ігоря Самборського про зимовий Київ, знятий на кіностудії імені Олександра Довженка.

## Сюжет
Дія фільму відбувається в зимовому Києві. Молодий композитор після безсонної ночі в пошуках натхнення для нової мелодії вирушає на прогулянку засніженим містом; його маршрут проходить на тлі багатьох визначних пам'яток столиці…

## У ролях
- Іван Миколайчук —  композитор
- Олена Крапович —  дівчина

## Творчий колектив
- Автор сценарію: Володимир Соботович
- Текст пісні:
- Постановка: Ігор Самборський
- Оператор: Наум Слуцький
- Композитор: Олександр Білаш
- Звукооператор: Андрій Грузов

## Музика
- Музичною темою фільму стала пісня «Два кольори» Олександра Білаша на слова Дмитра Павличка[1]. У фільмі в тексті пісні виконується видозмінений приспів: «В червоному — любов, а в чорному — журба»[2].